# Hahn (Hunsrück)
Hahn är en liten kommun och ort i Rhein-Hunsrück-Kreis i förbundslandet Rheinland-Pfalz i Tyskland.
Kommunen ingår i kommunalförbundet Verbandsgemeinde Kirchberg (Hunsrück) tillsammans med ytterligare 39 kommuner.
Kommunen är belägen vid Hunsrückhöhenstraße och är mest känd för den i grannkommunen Lautzenhausen belägna flygplatsen Flughafen Frankfurt-Hahn.
På orten finns en liten idyllisk "Simultankyrka".